# Hondentype
Hondentype is een wat vaag begrip dat zich onttrekt aan de officiële indeling in hondenrassen. Het kan betrekking hebben op een groep rassen (vechthonden, bichons), maar ook wel op een oud  ras in de zin van een bepaald slag honden (landras). Een hondentype heeft ofwel bepaalde uiterlijke kenmerken gemeen (molossers, naakthonden), ofwel eenzelfde functie (sledehonden, rattenvangers). Overigens vallen bij de oude rassen deze twee gezichtspunten vaak samen.

## Indeling naar functie

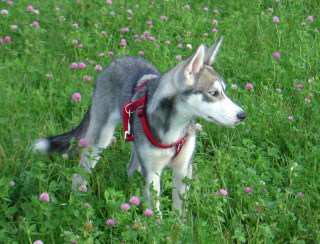
Husky - lupoïde

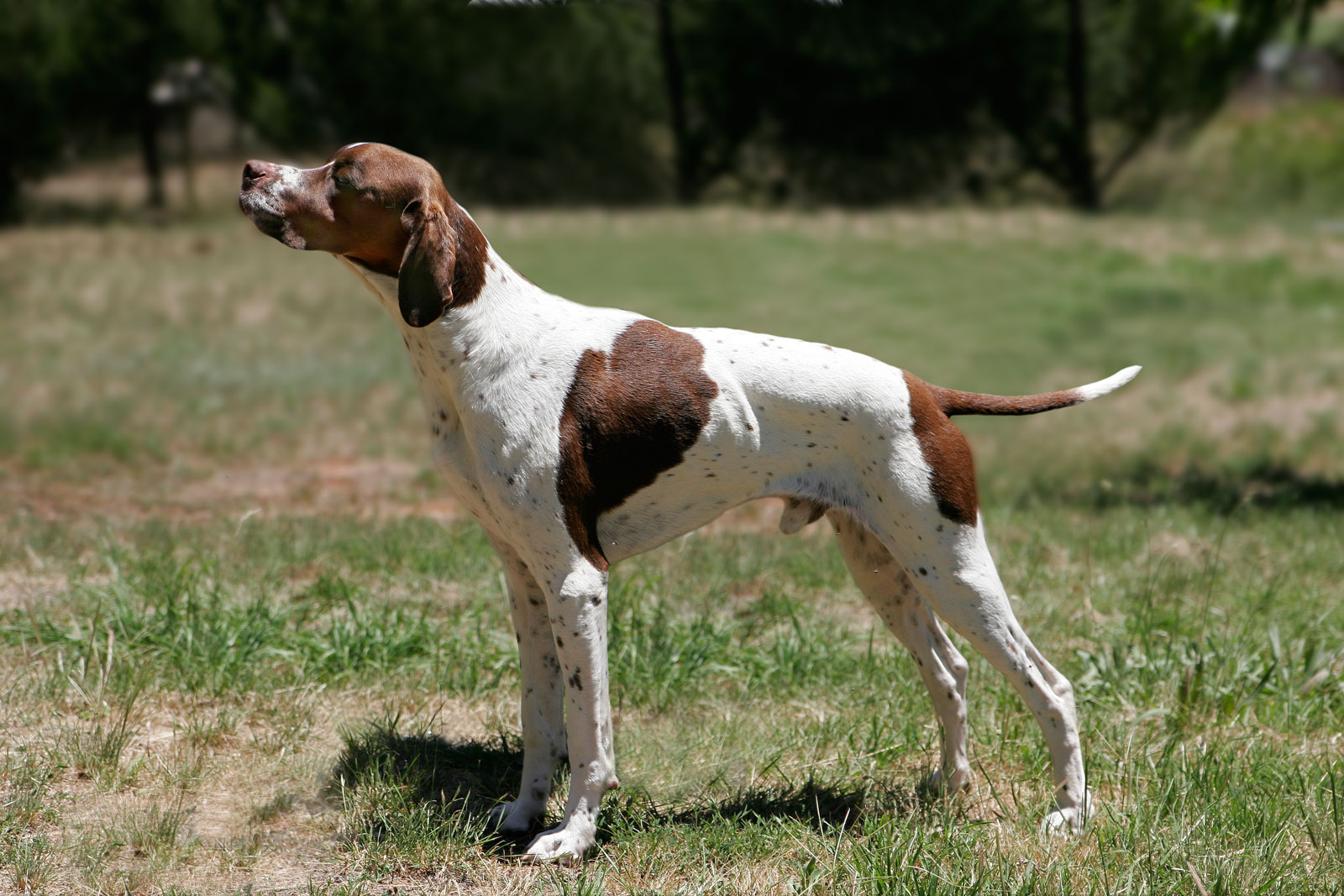
Pointer - braccoïde

De oudst bekende indeling van de huishonden is die van de Brit Johannes Caius uit 1570 (De Canibus Brittanicus). Caius onderscheidt 25 rassen, die hij op grond van het gebruik dat van de honden werd gemaakt verdeelt over de volgende groepen:
- jachthonden voor haarwild
- jachthonden voor veerwild
- schoothonden
- boerenhonden
- overige honden.

Caius' aandacht ging vooral uit naar de jachthonden, waarvan hij een aanzienlijk aantal beschreef. Bij de schoothonden noemt hij daarentegen alleen de dwergspaniël. Zijn groep boerenhonden is niet heel groot, maar wel bijzonder gevarieerd. We vinden er waakhonden, doggen, herdershonden en trekhonden. Bij de restcategorie deelt Caius onder meer spitdraaiers en dansende honden in. In de eerste groep worden de greyhound en de bloedhond beschreven, maar ook de terriër. Men kan erover twisten welk specifiek ras hier bedoeld is, maar zinvoller is het om Caius' terriër op te vatten als een type. Evenals de door hem genoemde spaniël en retriever.

## Indeling naar vorm en afkomst

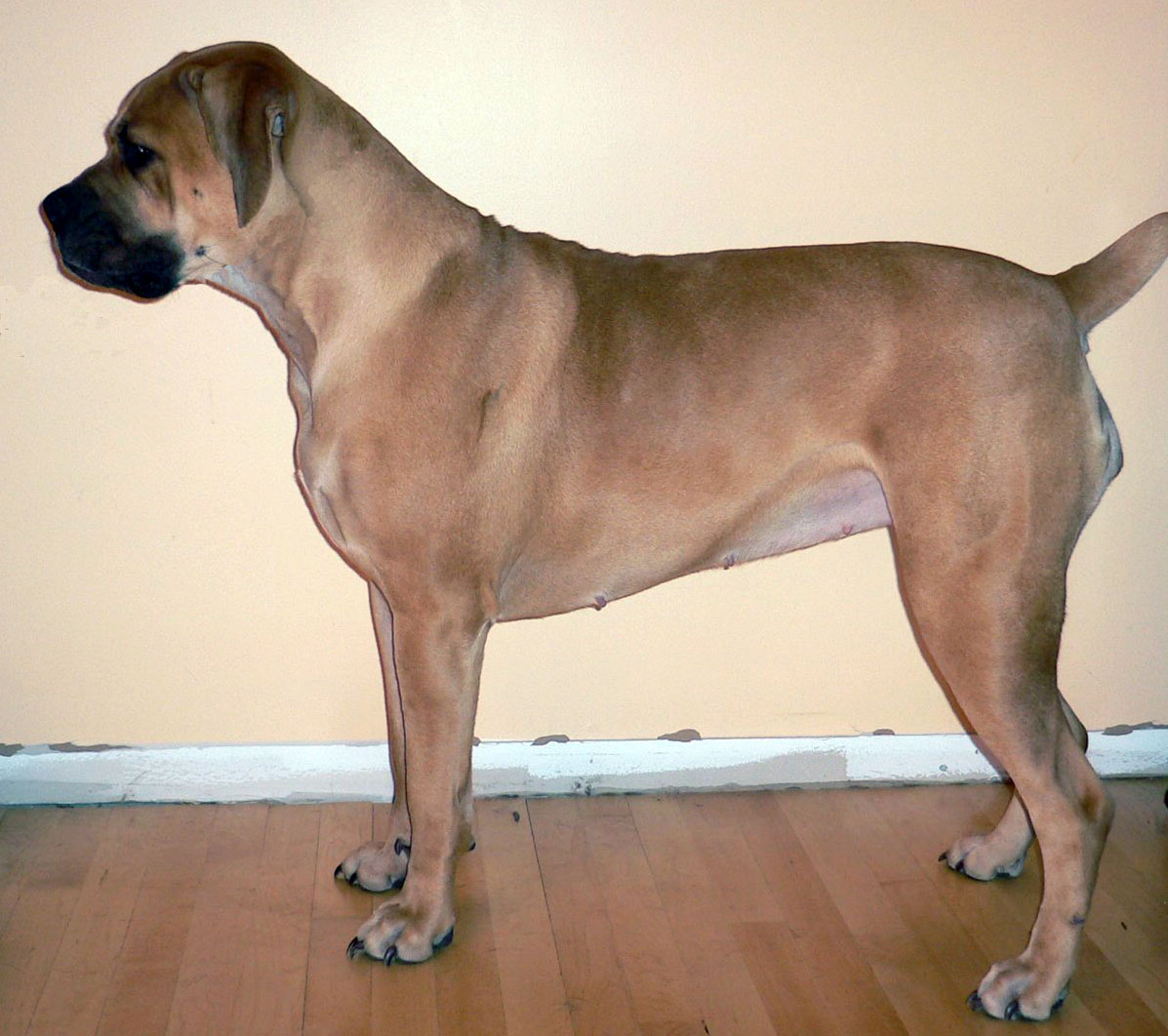
Boerboel - molossoïde

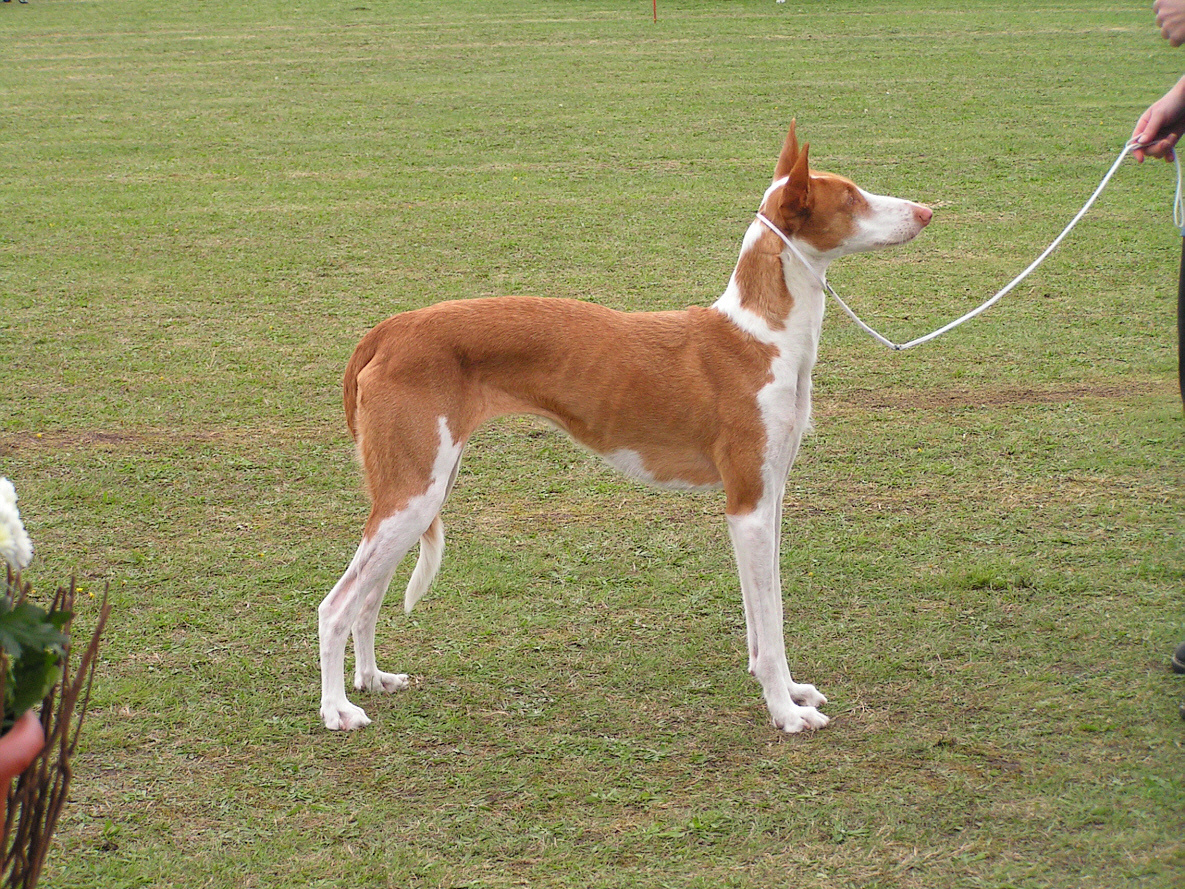
Podenco - graoïde

Sinds de 19e eeuw is geprobeerd om, naast de traditionele indeling naar gebruiksdoel, de honden in te delen op basis van de lichaamsbouw, en daarmee waarschijnlijk ook de afkomst. Bekend is de indeling van de rassen door de Fransman Jean Pierre Mégnin in:
- lupoïden – het type spits: langwerpig hoofd met spitse neus, droge lippen en staande oren
- braccoïden – het type brak: licht ronde schedel, doosvormige snuit, hanglippen en grote hangoren
- molossoïden – het type dog: zwaar bol hoofd, korte snuit, dikke lippen en kleine hangoren
- graoïden – het type windhond: smalle schedel, weinig stop, puntneus, kleine oren, opgetrokken buiklijn.

## Huidige indelingen
Bij de huidige indelingen, gebruikt door de kynologische organisaties, zien we interessante verschillen. In de Angelsaksische wereld wordt nog vrij strikt het oorspronkelijk gebruiksdoel gehanteerd als uitgangspunt. Maar bij de in Nederland en België gebruikte, door de FCI opgestelde, indeling in rasgroepen spelen ook de bouw en soms de geografie een rol. We hebben de volgende hoofdgroepen: 
- jachthonden, weer nader onderverdeeld in windhonden, brakken, staande honden, spaniëls, retrievers, terriërs en dashonden: rasgroepen 3, 4, 6, 7, 8 en 10
- herdershonden en veedrijvers: rasgroep 1
- pinschers, doggen en berghonden: rasgroep 2
- spitsen en oertypes: rasgroep 5
- gezelschapshonden: rasgroep 9.